# Cachoeira Véu de Noiva (Alenquer)
A Cachoeira Véu de Noiva é uma queda-dágua localizada na reserva florestal Vale do Paraíso, à 58 km do município brasileiro de Alenquer no estado do Pará.
Formada com a transformação de um rio que transformou-se em um igarapé, que divide-se formando diversas cachoeiras. Destacando-se as Cachoeiras: Véu de Noiva, com 25 metros de queda dágua com poço/lago próprio para mergulho; Do Paraíso (12 metros de queda), e; Preciosa (35 metros de queda livre, ideal para prática de rapel).

## Características
A Véu de Noiva contém uma altura de 25 metros de queda dágua, com poço/lago próprio para mergulho. Sua capacidade máxima ocorre durante o inverno amazônico.